# Unione Territoriale Intercomunale del Friuli Centrale
L'Unione Territoriale Intercomunale del Friuli Centrale è stato un ente amministrativo e territoriale istituito nel 2016, contestualmente alla cessazione delle province della regione Friuli-Venezia Giulia. È stata soppressa nel 2020 ai sensi della legge regionale 21/2019. Occupa una posizione centrale all'interno della pianura friulana attorno al capoluogo Udine.
| Stemma | Comune              | Popolazione | Superficie | Altitudine |
| ------ | ------------------- | ----------- | ---------- | ---------- |
|        | Campoformido        | 7 895       | 21,93      | 79         |
|        | Martignacco*        | 6 885       | 258,06     | 141        |
|        | Pagnacco*           | 5 059       | 14,93      | 170        |
|        | Pasian di Prato*    | 9 363       | 15,41      | 105        |
|        | Pavia di Udine*     | 5 571       | 34,34      | 56-60      |
|        | Pozzuolo del Friuli | 6 927       | 34,37      | 67         |
|        | Pradamano           | 3 574       | 15,91      | 96         |
|        | Reana del Rojale*   | 4 966       | 20,33      | 166        |
|        | Tavagnacco          | 14 981      | 15,37      | 137        |
|        | Tricesimo           | 7 600       | 17,68      | 199        |
|        | Udine               | 99 518      | 57,17      | 113        |

(*) I comuni contrassegnati non hanno mai sottoscritto lo statuto della relativa unione terriroriale di appartenenza.